# Miguel González (actor cubano)
Jorge Miguel González (La Habana, Cuba, 30 de noviembre de 1963) es un actor, comediante y presentador de programas radiales y televisivos residente en Miami, Florida, Estados Unidos.  Es reconocido como “Miguelito” y “El Flaco”.

## “Los Fonomemecos”
Desde muy temprana edad incursiona en el mundo artístico recibiendo clases de música, actuación, pantomima y solfeo, que le sirvieron luego para crear en Cuba en 1988 el grupo “Los Fonomemecos”, junto al actor cubano Gilberto Reyes, con respectivas presentaciones en teatros, cabarets y televisión con altos niveles de popularidad.
En 1991 sale de gira artística por República Dominicana donde solicita asilo político y tres meses después llega a los Estados Unidos. Al poco tiempo de su llegada a Miami, comienza a crear y trabajar en un show y debuta en el Concord Superclub, donde el éxito obtenido fue tan bueno que estuvo seis años con platea a casa llena.
En 1995 debuta en radio en la emisora El Zol 95.7 FM, de la cadena Spanish Broadcasting Sistem (SBS), con “El Show de la Mañana”, siendo éste también un programa de altos niveles de audiencia según los índices publicados por Arbitron.
Luego se proyecta en la televisión local encarnando una galería de personajes como “Kikito”, el niño precoz; “Carmita Lengua de Chucho”; “Albertico”, el cartomántico del horóscopo; “Calambre”, el borracho; “Alejo Campuzano” y un sinfín de personajes aun vigentes y de gran acogida por parte del público.

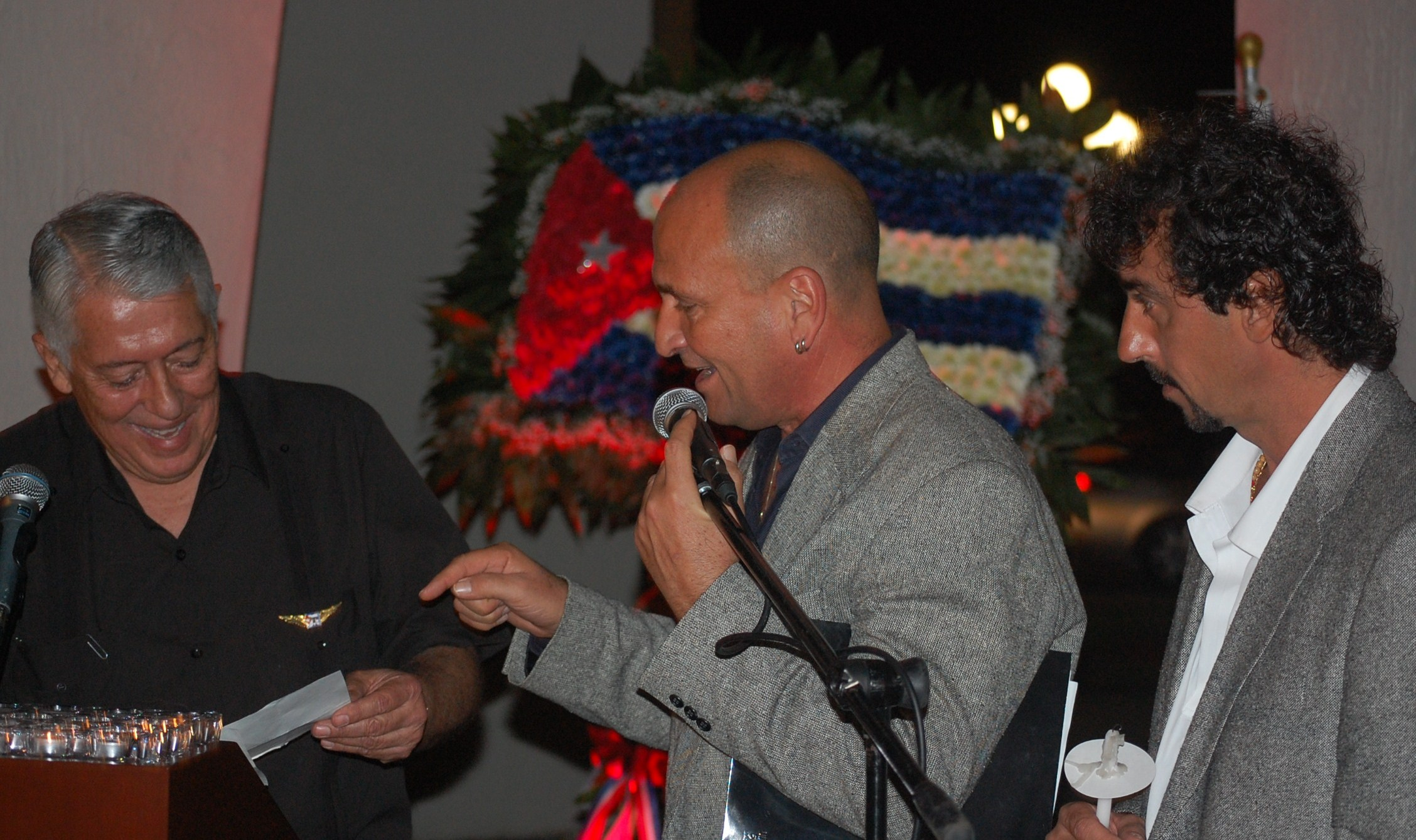
José Basulto, Gilberto Reyes y Miguel González en el acto recordatorio de las víctimas del Derribo de aviones de Hermanos al Rescate en Hialeah Gardens.

Más tarde se incorpora a Salsa 98.3 FM, de lunes a viernes entre las 6 y 10 de la mañana, con llamadas humorísticas a gente y políticos de Cuba, imitaciones de artistas y sus incomparables parodias.
Miguelito tuvo su propio programa -“Handyman”- que se transmitía los lunes a las 9 de la noche por la cadena Mega TV. Un momento muy importante de su carrera artística es su participación en el show “Sábado Gigante” de Don Francisco, donde González hizo reír a millones de televidentes hispanos.

## “La Fonomanía” por Clásica 92.3 FM y Mega TV
Actualmente es uno de los conductores del programa de radio “La Fonomanía” que se emite de lunes a viernes de 6 a 10 de la mañana por WCMQ Clásica 92.3 FM en Miami, Florida, con retransmisión nacional para Mega TV HD de 5 a 6 de la tarde (Costa Este).

## Premio Emmy
Miguel González es ganador del Premio Emmy en televisión como "Mejor Talento/Conducción en Cámara" (On Camera Talent – Program Host/Moderator) en la categoría "Broadcast/Cablecast Individual Achievement Winners" edición 2007 Suncoast Regional Emmy Awards.